# Salavat Yulaev Ufa
El Hockey Club Salavat Yulaev (del ruso: Хоккейный клуб «Салават Юлаев»), en baskir: «Салауат Юлаев» хоккей клубы, comúnmente referido como Salavat Yulaev Ufa, es un club profesional de hockey sobre hielo basado en Ufá en la República de Bashkortostán, Rusia. Son miembros de la División Chernyshev de la Liga de Hockey Kontinental.
Fundado en 1961, Salavat Yulaev pasó la era soviética principalmente en las divisiones inferiores, apareciendo solamente en la liga superior en cinco temporadas, aunque desde la disolución de la Unión Soviética han estado en la liga superior de Rusia. El Salavat ha ganado la Copa Gagarin como el campeón de KHL una vez, en 2011, y han ganado el campeonato de la temporada regular dos veces, en 2009 y 2010, ganando la Copa Continental inaugural en este último. También ganaron el título final de Superliga rusa, en 2008.

## Palmarés
Copa Gagarin (1): 2011

 KHL temporada regular / Copa Continental (2): 2009, 2010

 Superliga de Rusia (1): 2008

 Superliga de Rusia temporada regular (1): 2008

 Copa Federación (1): 1995

 Soviet League Class A2 (5): 1978, 1980, 1982, 1985, 1992

 Copa Pajulahti (2): 2000, 2003